# 広島中央女子短期大学
広島中央女子短期大学（ひろしまちゅうおうじょしたんきだいがく、英語: Hiroshima Chuo Women's Junior College）は、広島県広島市安佐南区祇園3-1-15に本部を置いていた日本の私立大学である。1963年に設置され、2004年に廃止された。大学の略称は中短。

## 概要

### 大学全体
- 広島県広島市安佐南区に所在した日本の私立短期大学で、設置主体は学校法人大下学園[1]。
- 1963年に大下学園女子短期大学として開学。順次、学科の増設により最大で3学科、最終的には再編により2学科となった。
- 2002年度の入学生を最後に[注釈 2]、2004年に短期大学としての使命を終える[2]。
- なお、短大設置者の学校法人大下学園は2006年に鴎州コーポレーションが買収し、学校法人AICJ鴎州学園に改称。これに伴い大下学園祇園高等学校はAICJ中学校・高等学校に生まれ変わった。

### 建学の精神（校訓・理念・学是）
- 広島中央女子短期大学の教育理念：「地域の生活と文化の充実・発展に指導的な役割のできる女性を育成すること」

### 教育および研究
- 食物栄養学科は食のエキスパートを養成する学科となっていた。
- 生活情報学科（旧：生活科学科）では生活に関する専門科目のみならず情報処理や情報科学など実社会において役立つ諸科目を学ぶ生活情報コースがあった。
- 生活文化学科は、生活文化に関する基礎知識と技術を学び、人間・生活・文化・伝統などへの理解を深める生活造形コースと日本文化論・国際文化論・アジアの生活文化などを学ぶ国際文化コースがあった。
- 一般教育科目には「女性文化論」と称した科目が置かれていた[3]。
- ロンドン・パリ・ローマなどヨーロッパの主要都市を巡る海外研修旅行が行われていた[3]。

### 学風および特色
- 大下龍太郎による「賢母は建国の基」の考えのもとに設立された祇園高等女学校が起源となっている[3]。

## 沿革
- 1925年
  - 大下龍太郎による祇園高等女学校が創設される[注 2]。
- 1951年
  - 3月10日 学校法人が成立する[6]。
- 1963年
  - 1月21日 左記を以て文部省[注 3]より短期大学の設置が認可される[注 4]。
- 1963年
  - 4月1日 大下学園女子短期大学（おおしもがくえんじょしたんきだいがく）が以下の学科体制にて開学[9]。
    - 食物科 入学定員50名[注 5]

  - 5月1日 学生数[11]/定員
    - 食物科 58[注釈 3]/50
- 1964年
  - 4月1日 以下の学科を増設する[12]。
    - 家政科 [注釈 4]
    - 食物栄養科[注釈 4]

  - 5月1日 学生数[14]/定員
    - 食物科 84[注釈 3]/100
    - 食物栄養科 32[注釈 3]/50
    - 家政科 31[注釈 3]/50
- 1965年
  - 5月1日 学生数[15]/定員
    - 食物科 101[注釈 3]/100
    - 食物栄養科 86[注釈 3]/100
    - 家政科 97[注釈 3]/100
- 1969年
  - 4月1日 学科名を改称[注 6]。
    - 食物科→食物学科[注釈 5]
    - 食物栄養科→食物栄養学科
    - 家政科→家政学科
- 1985年
  - 5月1日 学生数[19]/定員
    - 食物学科 133[注釈 3]/100
    - 食物栄養学科 93[注釈 3]/100
    - 家政学科 98[注釈 3]/100
- 1986年
  - 5月1日 学生数[20]/定員
    - 食物学科 136[注釈 3]/100
    - 食物栄養学科 99[注釈 3]/100
    - 家政学科 110[注釈 3]/100
- 1987年
  - 5月1日 学生数[21]/定員
    - 食物学科 158[注釈 3]/100
    - 食物栄養学科 100[注釈 3]/100
    - 家政学科 126[注釈 3]/100
- 1988年
  - 4月1日 家政学科を生活文化学科に改称[注 7]
  - 5月1日 学生数[25]/定員
    - 食物学科 165[注釈 3]/100
    - 食物栄養学科 94[注釈 3]/100
    - 生活文化学科 141[注釈 3]/100
- 1989年
  - 4月1日 広島中央女子短期大学と改称される[26]。
  - 5月1日 学生数[27]/定員
    - 食物学科 179[注釈 3]/100
    - 食物栄養学科 96[注釈 3]/100
    - 生活文化学科 165[注釈 3]/100
- 1991年
  - 4月1日 食物学科を生活科学科に改称[注 8]。
  - 5月1日 学生数[32]/定員
    - 生活科学科 70[注釈 3]/50
      - 食物学科 90[注釈 3]/50

    - 食物栄養学科 91[注釈 3]/100
    - 生活文化学科 165[注釈 3]/100
- 1992年
  - 5月1日 学生数[注 9]/定員
    - 生活科学科 146[注釈 3]/100
    - 食物栄養学科 93[注釈 3]/100
    - 生活文化学科 143[注釈 3]/100
- 1999年
  - 5月1日 学生数[35]/定員
    - 生活科学科 80[注釈 3]/100
    - 食物栄養学科 97[注釈 3]/100
    - 生活文化学科 53[注釈 3]/100
- 2000年
  - 4月1日 以下の学科については、この年度で学生募集を最終とする[注 10]。
    - 生活文化学科
- 2001年
  - 4月1日 この年度の入学生より、生活科学科に生活文化学科を統合し、以下の学科として再編される[36]。
    - 生活情報学科[注 11] 入学定員80名[注 12]
- 2002年
  - 4月1日 この年度で短期大学としての学生募集を最終とする[注釈 2]。
- 2004年
  - 7月27日 左記をもって正式に廃止となる[2]。

## 基礎データ

### 所在地
- 広島市安佐南区祇園3-1-15[注釈 1]

### 象徴
- カレッジマークについては、右記資料を参照のこと[注 13]。

## 教育および研究

### 組織

#### 学科
- 食物栄養学科 入学定員50名[注釈 6]
- 生活情報学科 入学定員80名[注釈 6]
  - 生活科学科[注釈 7]→生活情報学科
  - 生活文化学科[注釈 7]

#### 専攻科
- なし

#### 別科
- なし

#### 取得資格について
- 栄養士資格：食物栄養学科[38]
- 中学校教諭二種免許状（家庭）[42]・司書教諭
  - 生活情報学科の実質上の前身となっている食物学科[注 14]。
  - 生活文化学科[44]及びその前身である家政学科[注 15]。
- ほか、ビジネス実務士・情報処理士など民間資格取得の支援も行われていた。

### 研究
- 『広島中央女子短期大学紀要』[48]
- 『大下学園女子短期大学研究集報』[49]

## 学生生活

### 学園祭
- 広島中央女子短期大学の学園祭：ファッションショーが名物となっていた[3]。

## 大学関係者と組織

### 大学関係者一覧

#### 大学関係者
歴代学長
- 井上幹造
- 兼田正男
- 八木博克

## 施設

### キャンパス
- 校舎は4階建てとなっていた。

### 学生食堂
- 広島中央女子短期大学の学生食堂は「ルミネ」と呼ばれていた。

### 寮
- 学内に置かれていた。

## 対外関係

### 系列校
- 大下学園祇園高等学校 - 現・AICJ中学校・高等学校

## 卒業後の進路について

### 編入学・進学実績
- 食物栄養学科：四国大学・徳島文理大学・西九州大学ほか
- 生活文化学科：福山平成大学・四国学院大学・安田女子大学ほか
- 生活科学科：呉大学・比治山大学ほか

## 関連サイト
- AICJ中学高等学校